# Frank Andriat
Frank Andriat, född 30 mars 1958 i Ixelles, är en belgisk författare.
Under 1973, då han bodde och studerade i Schaerbeek, grundade han med vänner den litterära tidskriften Cyclope. År 1976 publicerade han sin första diktsamling, Oiseaux de sang, och påbörjade sin studier i filologi i Bryssel. Under 1980-talet översatte han många romaner från spanska och 1986 gav han ut boken Journal de Jamila. 1992 skrev han tillsammans med studenter en bok om Jean-Jacques Goldman. 2001 publicerade Andriat boken Vocation Prof som handlar om hans upplevelser som fransklärare i Schaerbeek.

## Romaner (urval)
- Mes copains m’appellent Flash, 1992
- La remplaçante, 1996
- Rue Josaphat, 1999
- Trois jours de pluie, 2000
- Tabou, 2003
- Pont Désert, 2010